# دبلت
دبلت (به بلغاری: Debelt) یک منطقهٔ مسکونی در بلغارستان است که در استان بورگاس واقع شده‌است.
 دبلت ۴۹٫۳۱۸ کیلومتر مربع مساحت و ۱٬۹۶۵ نفر جمعیت دارد و ۴۶ متر بالاتر از سطح دریا واقع شده‌است.